# Crassula hirsuta
Crassula hirsuta (лат.) — вид растений рода Толстянка (Crassula) семейства Толстянковые (Crassulaceae), естественно произрастающий на территории Капской провинции Южно-Африканской Республики.

## Название
Родовое латинское название Crassula происходит от латинского слова crassus, — «толстый», в основном из-за присутствия у растений этого рода сочных листьев.
Видовой латинский эпитет hirsuta происходит от лат. hirsutus — «грубо волосатый», обусловлен волосатыми листьями.

## Ботаническое описание
Однолетник, грубо опушенный, с прямостоячими, проволочными ветвями, достигающими высоты до 6 см. Листья супротивные, сидячие, линейно-треугольные, размерами от 3 до 8 мм в длину и от 0,5 до 2 мм в ширину, сверху обычно голые, снизу с раскидистыми волосками и с краевыми ресничками, слегка мясистые, зеленые, переходящие в красновато-коричневые.
Тип соцветия – тирс с многочисленными почти сидячими дихазиями, с 5-членными цветками на коротких цветоножках. Чашечка состоит из широкотреугольных долей, длиной 1,5 мм, тупые, с рассеянными раскидистыми волосками и краевыми ресничками, от зеленого до коричневого цвета. Венчик чашевидный, у основания едва сросшийся, белый; доли продолговато-эллиптические, длиной 1-1,5 мм, тупые, прямостоячие. Тычинки с коричневыми пыльниками. Чешуйки узко-продолговато-клиновидные, размерами 0,2-0,3х0,05-0,1 мм, на вершинах усеченные или закругленные, сначала резко, позднее постепенно суженные книзу, почти пленчатые, желтые. Семена, до двух штук, освобождаются из базального округлого разреза околоплодника.

## Распространение и экология
Растение можно встретить на голых участках песчаных или гравийных склонов.

## Таксономия
Crassula hirsuta Schönland & Baker f., первое упоминание в J. Bot. 36: 365 (1898).

### Синонимы
Гомотипные (основанные на одном и том же номенклатурном типе):
- Crassula guilelmi-trollii Stopp